# François Winnepenninckx
François Winnepenninckx, né le 26 mars 1919 et mort le 15 octobre 1988, est un footballeur international belge actif du milieu des années 1930 au milieu des années 1940. Il joue durant toute sa carrière à la Royale Union saint-gilloise, où il occupe le poste de milieu de terrain.

## Carrière
François Winnepenninckx débute avec l'équipe première de l'Union saint-gilloise en 1937. Le club est alors le plus titré du pays mais commence à rentrer dans le rang après avoir connu sa dernière période dorée quelques saisons plus tôt. Le jeune milieu de terrain s'impose rapidement dans le onze de base de l'équipe. Grâce à ses bonnes prestations, il est appelé en équipe nationale belge en janvier 1939 pour disputer une rencontre amicale. Un an plus tard, le déclenchement de la Seconde Guerre mondiale interrompt les compétitions et les carrières des joueurs.
Lorsque les championnats peuvent reprendre en 1941, François Winnepenninckx retrouve sa place dans l'entrejeu unioniste, qu'il conserve durant les trois saisons jouées sous l'occupation allemande. À la reprise des combats en 1944, le championnat est de nouveau interrompu. Une fois le conflit terminé, les compétitions reprennent mais le joueur décide de mettre un terme à sa carrière sportive. Il meurt le 15 octobre 1988, à l'âge de 69 ans.

## Statistiques
| Saison                | Club                  | Championnat           | Championnat | Championnat | Coupe(s) nationale(s) | Coupe(s) nationale(s) | Total | Total |
| Saison                | Club                  | Division              | M.          | B.          | M.                    | B.                    | M.    | B.    |
| 1936-1937             | Union saint-gilloise  | Division 1            | -           | -           | 0                     | 0                     | 0     | 0     |
| 1937-1938             | Union saint-gilloise  | Division 1            | -           | -           | 0                     | 0                     | 0     | 0     |
| 1938-1939             | Union saint-gilloise  | Division 1            | -           | -           | 0                     | 0                     | 0     | 0     |
| 1941-1942             | Union saint-gilloise  | Division 1            | -           | -           | 0                     | 0                     | 0     | 0     |
| 1942-1943             | Union saint-gilloise  | Division 1            | -           | -           | 0                     | 0                     | 0     | 0     |
| 1943-1944             | Union saint-gilloise  | Division 1            | -           | -           | 0                     | 0                     | 0     | 0     |
| Total sur la carrière | Total sur la carrière | Total sur la carrière | 1           | 0           | 0                     | 0                     | 1     | 0     |

## Carrière internationale
François Winnepenninckx compte une convocation et un match joué en équipe nationale belge. Celui-ci a lieu le 29 janvier 1939 contre l'Allemagne, qui se solde par une défaite 1-4.
Le tableau ci-dessous reprend toutes les sélections de François Winnepenninckx. Le score de la Belgique est toujours indiqué en gras.
| Date       | Compétition  | Adversaire | Lieu      | Score | Remarque |
| ---------- | ------------ | ---------- | --------- | ----- | -------- |
| 29/01/1939 | Match amical | Allemagne  | Bruxelles | 1-4   |          |